# Rumen Radev
Rumen Georgiev Radev (bolgarsko Румен Георгиев Радев), bolgarski politik in nekdanji generalmajor; * 18. junij 1963, Dimitrovgrad, Bolgarija.
Radev je trenutni predsednik Bolgarije. Funkcijo je zasedel 22. januarja 2017 in bil ponovno izvoljen leta 2021. Pred tem je bil poveljnik bolgarskih letalskih sil. Leta 2016 je zmagal na predsedniških volitvah kot neodvisni kandidat, ki ga podpira Bolgarska socialistična stranka, in v drugem krogu premagal kandidatko GERB Cecko Cačevo. Na bolgarskih splošnih volitvah leta 2021 je osvojil drugi zaporedni mandat s 66 % glasov v drugem krogu.

## Izobraževanje
Radev se je rodil 18. junija 1963 v Dimitrovgradu v Bolgariji. Njegova družina je iz Slavyanovo v regiji Haskovo. Leta 1982 je z zlato medaljo maturiral na matematični šoli v Haskovu. Leta 1987 je diplomiral na Bolgarski univerzi letalskih sil Georgi Benkovski kot najboljši diplomant ter leta 1992 še diplomiral na šoli za častnike ameriške letalske eskadrilje na AFB Maxwell. Od 1994 do 1996 je študiral na Višji obrambno-štabni šoli Rakovski, kjer je bil tudi najboljši diplomant. Je doktor vojaških znanosti s področja izboljšanja taktičnega usposabljanja letalskih posadk in simulacije zračnega boja.
Leta 2003 je z odliko diplomiral na Air War College na Air University pri Maxwell AFB v Združenih državah Amerike. 

## Predsednik

### Prvi mandat
Avgusta 2016 sta opozicijski Bolgarska socialistična stranka in Alternativa za preporod Bolgarije (ABR) uradno predlagali Radeva za svojega kandidata na predsedniških volitvah novembra 2016. Istega meseca je ABR umaknil svojo predsedniško nominacijo generala Radeva in za svojega kandidata nominiral Ivayla Kalfina.
V prvem krogu volitev, ki je potekal 6. novembra 2016, je bil Radev prvi s 25,44 % glasov. Naslednjo nedeljo, 13. novembra, se je v drugem krogu pomeril s kandidatko GERB Cecko Cačevo. Premagal jo je z 59,37 % glasov. Položaj je uradno zasedel 22. januarja 2017, podpredsednica je postala Ilijana Jotova.

### Drugi mandat
1. februarja 2021 je uradno sporočil, da se bosta z Ilijano Jotovo potegovala za drugi mandat. Predsedniške volitve so bile 14. novembra 2021. Pred volitvami je podporo Radevu izjavilo več strank, med njimi ITN, PP in BSPzB. Radev je v prvem krogu prejel 1.322.385 glasov. To je pripeljalo do drugega kroga s kandidatom, ki ga je podpirala stranka GERB - Anastasom Gerdžikovom, ki je v prvem krogu dobil 22,83 % glasov. V drugem krogu je Radev zmagal s 66,7 % glasov in drugi mandat uradno nastopil 22. januarja 2022.

## Družinsko in osebno življenje
Radev se je v 80. letih dvajsetega stoletja pridružil bolgarski komunistični partiji. Kasneje je izjavil, da je bil njegov glavni razlog za to, da bi ga napotili za letenje z nadzvočnim letalom, a tudi dodal, da se svoje preteklosti ne sramuje in je ponosen na stvari, ki jih je počel. Stranko je zapustil leta 1990, ko je na novo sprejeti zakon pripadnikom oboroženih sil države prepovedal članstvo v političnih strankah. Od takrat ni bil član nobene politične stranke in njegovo kandidaturo na volitvah leta 2016 je podprl neodvisni iniciativni odbor, povezan z Bolgarsko socialistično stranko, in tako ni bil uradno nominiran s strani katere koli stranke. 
Radev ima dva otroka iz prvega zakona z Ginko Radevo, ki se je leta 2014 končal z ločitvijo: hčerko Darino, rojeno leta 2001, in sina Georgija, rojenega leta 2003. Kasneje se je poročil z Desislavo Genčevo, ki je bila pred tem poročena s poslancem BSP Georgijem Svilenskim. Radev poleg bolgarščine tekoče govori tudi ruščino, nemščino in angleščino. Njegov oče je umrl 6. aprila 2020.

## Vojaška kariera

### Vojaški rangi
- 1987 – poročnik
- 1989 – nadporočnik
- 1994 – kapitan
- 1997 – major
- 1999 – podpolkovnik
- 2002 – polkovnik
- 2007 – brigadni general
- 2014 – generalmajor
- 2017 – general (glavni poveljnik)

### Nagrade
Rumen Radev je prejel številne medalje in nagrade, med drugim znak "Za zvesto službo pod zastavami" - III. stopnja in častni znak Ministrstva za obrambo "Sveti Jurij" - II.